# La vacanza
La vacanza es una película dramática italiana estrenada en 1971, dirigida por Tinto Brass y protagonizada por Vanessa Redgrave y Franco Nero. Se estrenó en el Festival Internacional de Cine de Venecia el 4 de septiembre de 1971 donde obtuvo el premio a la mejor película italiana. Un año antes, Regrave y Nero habían trabajado con Brass en la comedia romántica Dropout.

## Sinopsis
Immacolata (Redgrave) es una campesina y amante del conde, pero cuando éste vuelve su atención a su esposa, Immacolata ingresa en un asilo mental. 'La Vacanza' es su licencia experimental de un mes de la institución. Ella es rechazada por su familia y, posteriormente, encuentra nuevos amigos, un inglés y varios gitanos. Pero su felicidad está arruinada por algunas acciones criminales y su lucha por la libertad.

## Reparto
- Vanessa Redgrave es Immacolata Meneghelli.
- Franco Nero es Osiride.
- Leopoldo Trieste es el juez.
- Corin Redgrave es Gigi.
- Countessa Veronica es Iside.
- Germana Monteverdi Mercedes es la condesa.
- Margarita Lozano es Ra.
- Fany Sakantany es Alpi.
- Pupo De Luca
- Attilio Corsini
- Osiride Pevarello es Olindo.